# Ous al vapor xinesos
Els ous al vapor xinesos són un plat xinès casolà present a tota la Xina. Es prepara batent els ous fins a una consistència semblant a la necessària per fer una truita i coent-los després al vapor.

## Preparació
Com en el cas de la truita francesa, es poden afegir altres líquids al plat, com aigua, brou de pollastre o llet de soja. L'objectiu d'afegir-hi líquids és obtenir una textura més tendra i un sabor extra. També es poden afegir altres ingredients sòlids com porc picat, pollastre picat o ceba tendra. La barreja d'ou s'aboca llavors en un bol, que s'introdueix en una vaporera, coent-la fins que està llesta. Els ous s'han de coure just fins que estiguin ferms, de manera que la seva textura segueixi sent suau i sedosa.

## Varietats
Les versions casolanes solen portar ceba tendra, ou centenari, ou d'ànec en salaó o gamba seca. El sabor sol ser salat. Sovint s'inclouen diferents carns, com ara porc o gamba picada, abans de coure.
També pot prendre's amb salsa de soia.